# Faune lleonat
El faune lleonat (Hipparchia semele) és una espècie de lepidòpter papilionoïdeu de la família dels nimfàlids (Nymphalidae) present als Països Catalans.

## Distribució
S'estén per gran part d'Europa, d'on n'és endèmica, fins als 63°N a Escandinàvia. Absent de les principals illes mediterrànies, excepte Sicília. Presenta una àmplia distribució a la península Ibèrica, tot i que a la meitat sud es limita a zones de muntanya. A les Illes Balears ha estat citada únicament a Menorca, on existeix un únic exemplar conservat en una col·lecció entomològica local.

## Descripció
Envergadura alar d'entre 45 i 58 mm. Dimorfisme sexual evident per la presència, en els mascles, d'un androconi vellutat negre a l'anvers de l'ala anterior. Anvers de color bru fosc amb una banda de taques taronges a la part exterior, que inclou dos ocels a l'ala anterior i un a l'ala posterior. Revers de l'ala anterior majoritàriament taronja i ala posterior grisenca amb una franja blanquinosa delimitada per dins per una fina línia negra en ziga-zaga.

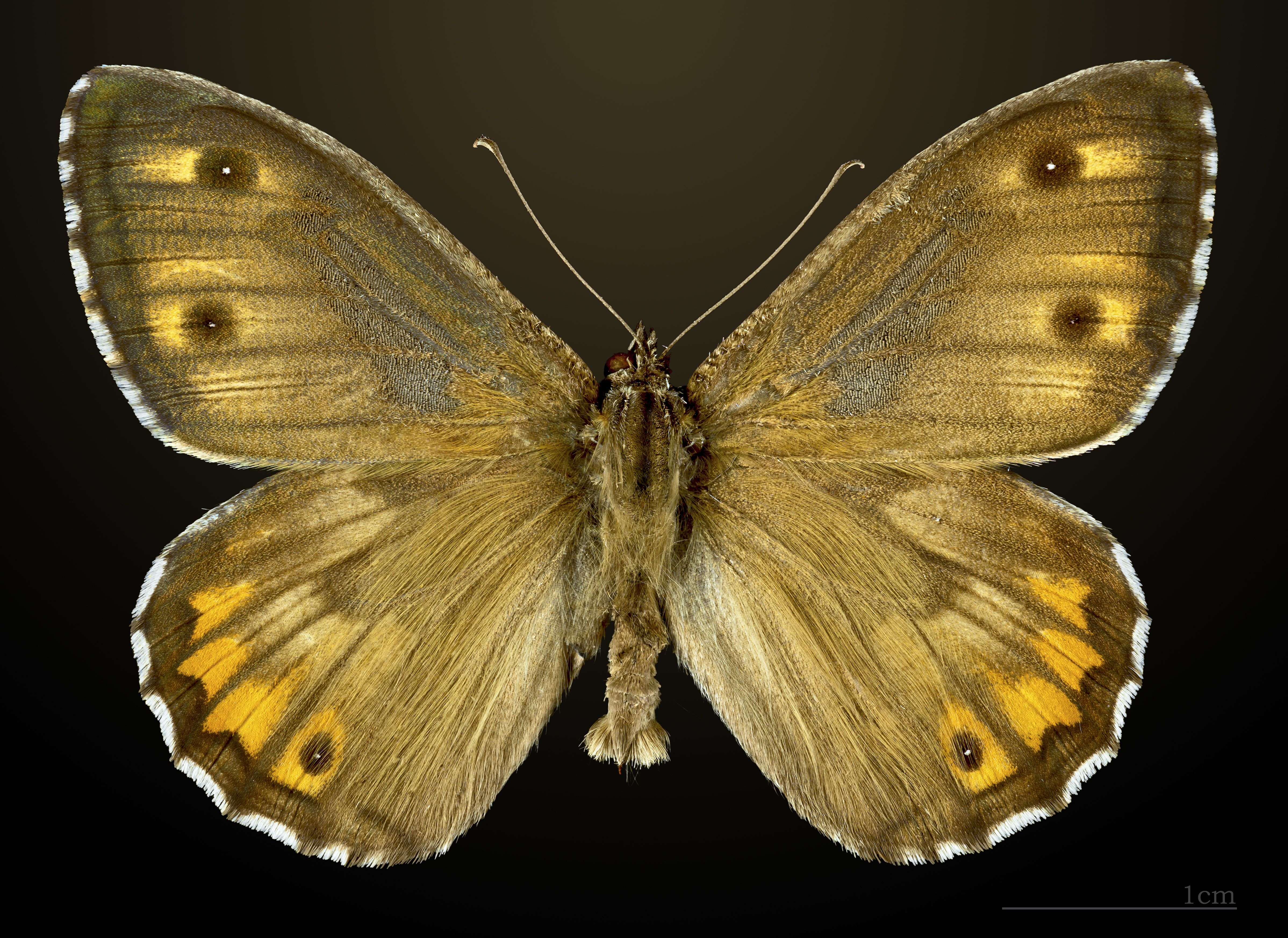
♂
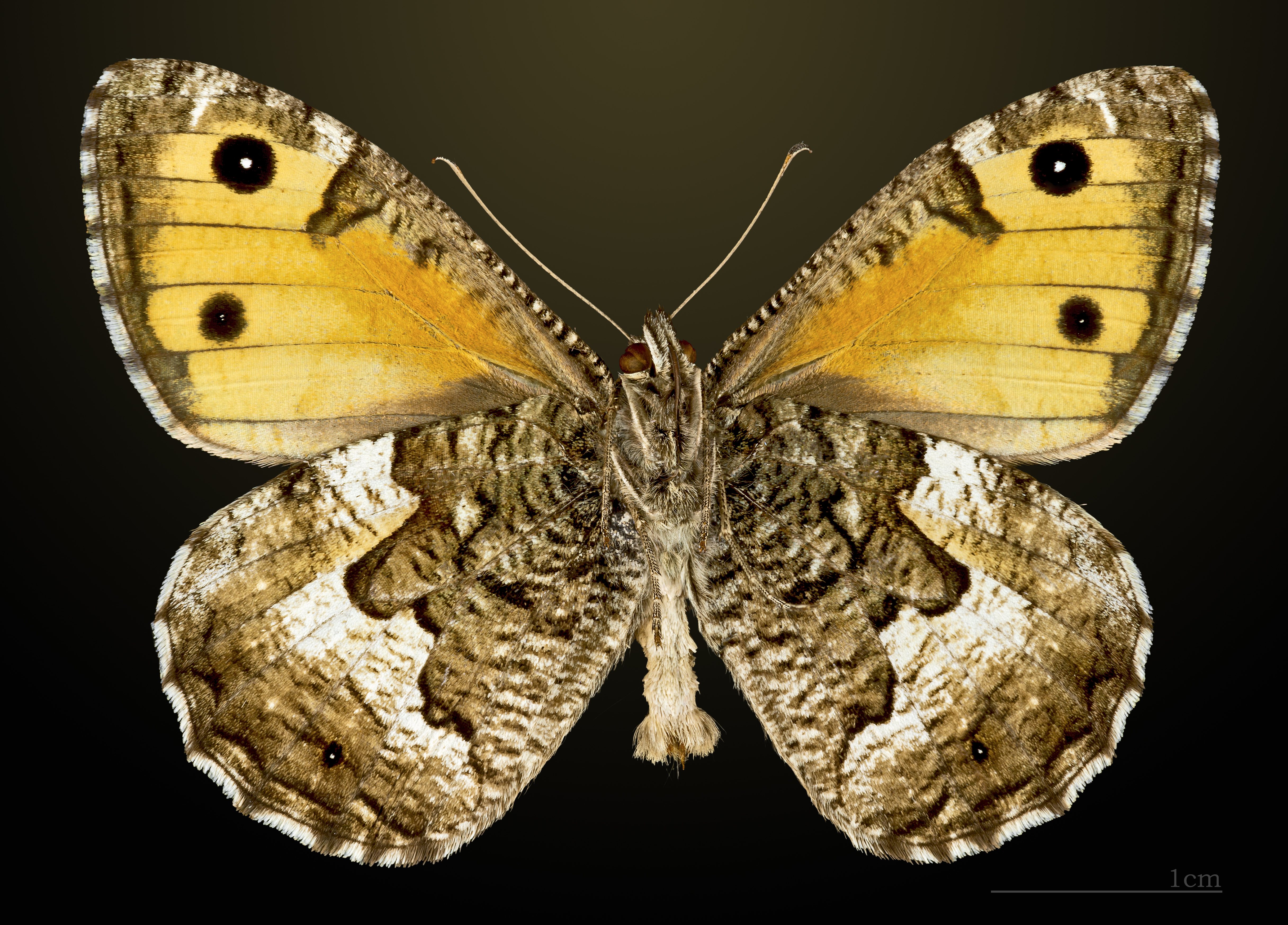
♂ △
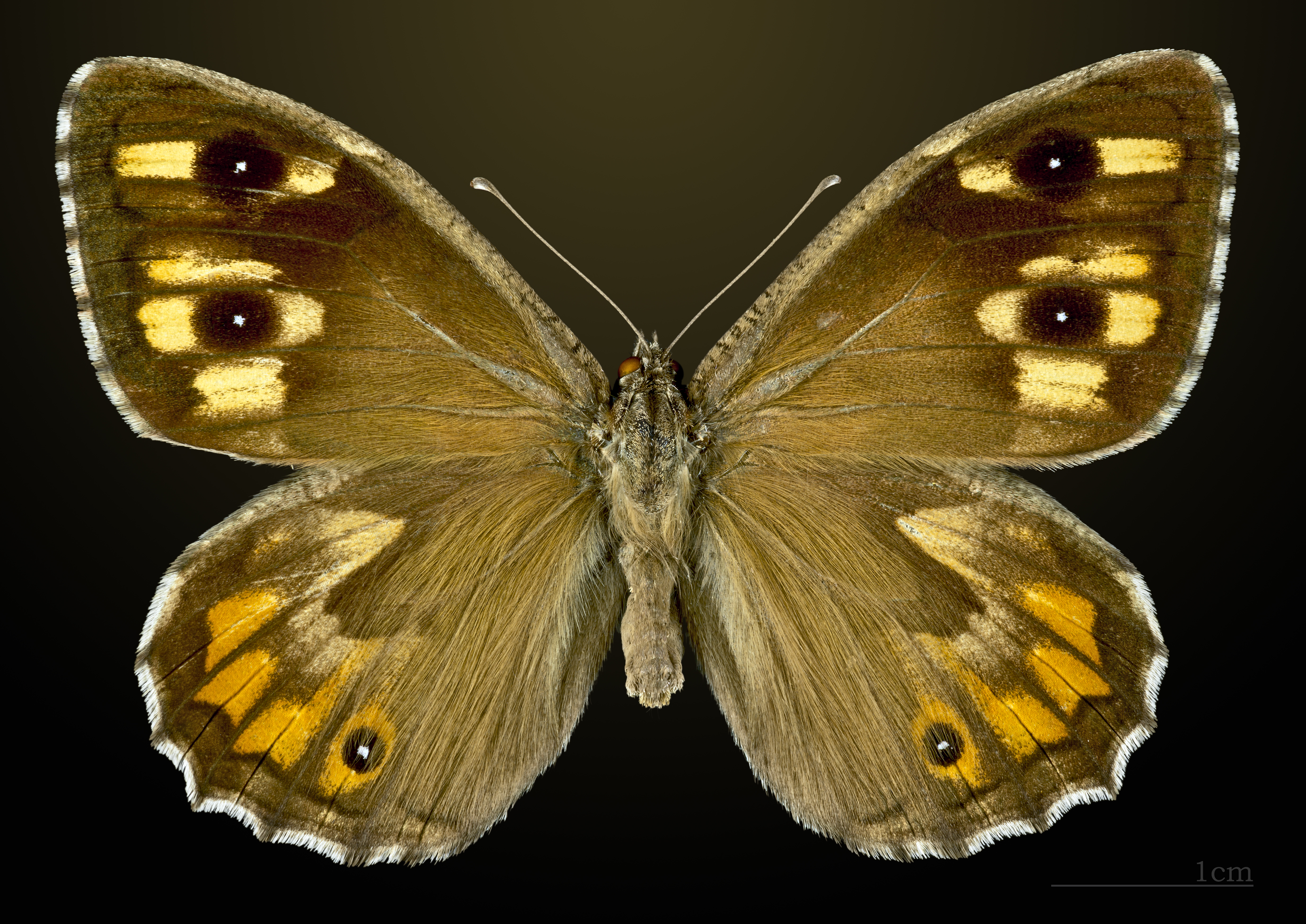
♀
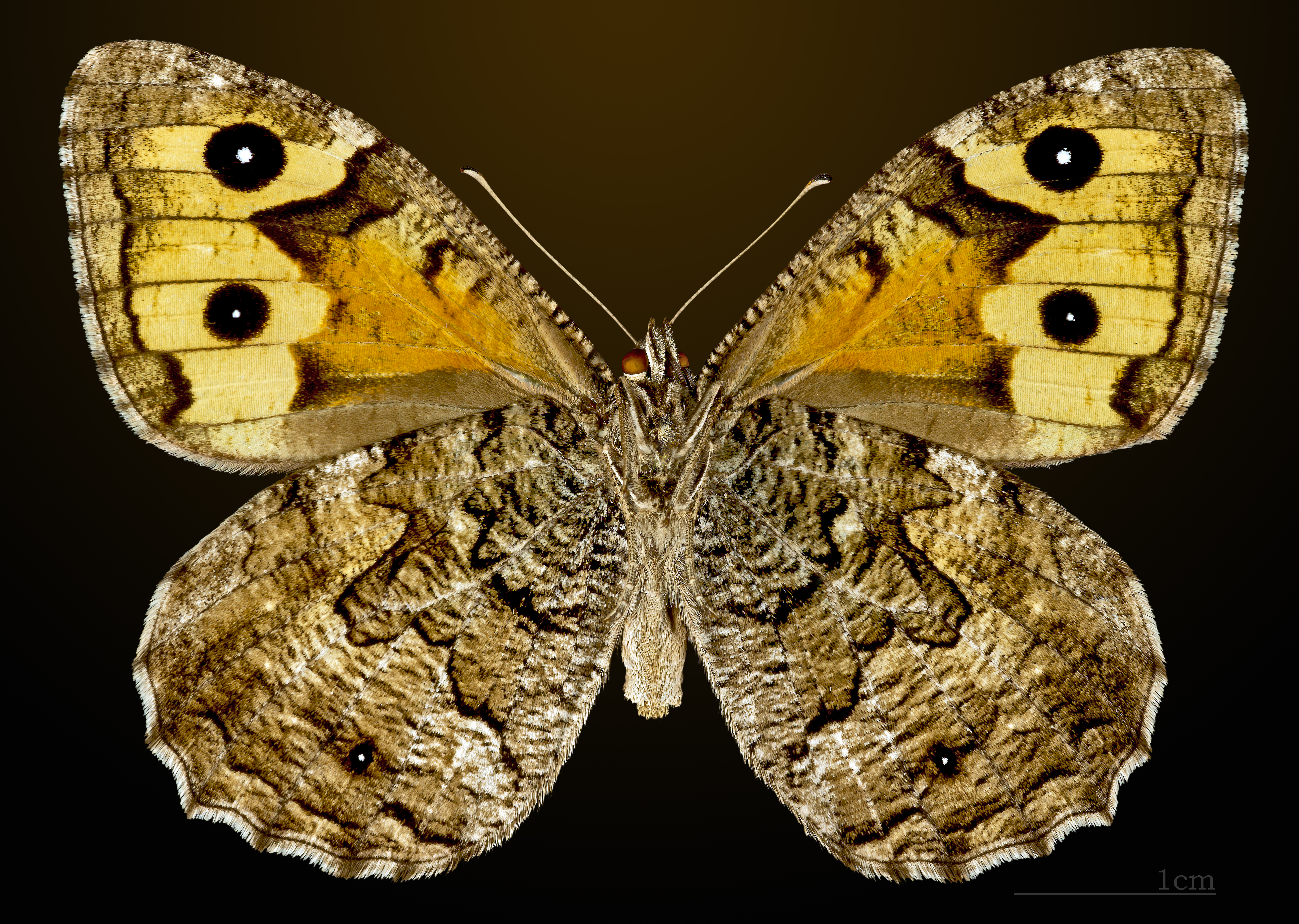
♀ △

## Hàbitat
Divers. Landes, boscos i matollars oberts, zones dunars, zones costaneres amb penya-segats, barrancs i vessants rocallosos assolellats, tant en sòls calcaris com en sòls no calcaris. Rang altiudinal des del nivell del mar fins als 2000 m.
L'eruga s'alimenta d'una gran varietat d'espècies de gramínies, com ara Festuca, Koeleria, Agrostis, Bromus o Phleum, entre d'altres.

## Període de vol i hibernació
Vola en una sola generació entre finals de maig i octubre. Hiberna com a eruga.